# برايس رود
برايس رود (بالإنجليزية: Bryce Rohde)‏ هو ملحن وعازف بيانو أسترالي، ولد في 12 سبتمبر 1923 في هوبارت في أستراليا، وتوفي في 26 يناير 2016.

## وصلات خارجية
- برايس رود على موقع IMDb (الإنجليزية)
- برايس رود على موقع ميوزك برينز (الإنجليزية)
- برايس رود على موقع أول ميوزيك (الإنجليزية)
- برايس رود على موقع ديسكوغز (الإنجليزية)